# Кубок Ірландії з футболу 2015
Кубок Ірландії з футболу 2015 — 95-й розіграш кубкового футбольного турніру в Ірландії. Титул захищав «Сент-Патрікс Атлетік». Переможцем став вдесяте Дандолк.

## Календар
| Раунд        | Дата               |
| ------------ | ------------------ |
| Перший раунд | 24/26 квітня 2015  |
| Другий раунд | 29/31 травня 2015  |
| 1/8 фіналу   | 23 серпня 2015     |
| Чвертьфінали | 11/14 вересня 2015 |
| Півфінали    | 2/4 жовтня 2015    |
| Фінал        | 8 листопада 2015   |

## Перший раунд
| Команда 1                | Рахунок | Команда 2             |
| ------------------------ | ------- | --------------------- |
| 24 квітня 2015           |         |                       |
| Святої Марії (3)         | 0 – 1   | Ейвондейл Юнайтед (3) |
| 25 квітня 2015           |         |                       |
| Коледж Корінтіанс (3)    | 0 – 1   | Крамлін Юнайтед (3)   |
| Ков Вондерерз (4)        | 2 – 0   | Клонмель Селтік (7)   |
| Кокгілл Селтік (3)       | 1 – 0   | Кейсмент Селтік (5)   |
| 26 квітня 2015           |         |                       |
| Ґленвіль (3)             | 0 – 1   | Фергаус Клоувер (3)   |
| Св Могтас АФК Дублін (3) | 5 – 2   | Арклоу Таун (4)       |
| Кіллестер Юнайтед (3)    | 3 – 0   | Данбойн (4)           |
| ЮКК (3)                  | 0 – 4   | Норт Енд Юнайтед (7)  |

## Другий раунд
| Команда 1             | Рахунок | Команда 2                |
| --------------------- | ------- | ------------------------ |
| 29 травня 2015        |         |                          |
| Толка Роверз (3)      | 2 – 1   | Вотерфорд Юнайтед (2)    |
| Дандолк               | 5 – 0   | Шелбурн (2)              |
| Лонгфорд Таун         | 1 – 1   | Фінн Гарпс (2)           |
| Вексфорд Ютс (2)      | 0 – 2   | Корк Сіті                |
| Голвей Юнайтед        | 1 – 0   | Норт Енд Юнайтед (7)     |
| Сент-Патрікс Атлетік  | 2 – 1   | Шемрок Роверс            |
| Богеміан              | 4 – 1   | Фергаус Клоувер (3)      |
| Брей Вондерерз        | 3 – 1   | Лімерик                  |
| Дрогеда Юнайтед       | 3 – 1   | Кабінтілі (2)            |
| 30 травня 2015        |         |                          |
| Атлон Таун (2)        | 3 – 2   | Ліффі Вондерерз (6)      |
| Кіллестер Юнайтед (3) | 3 – 0   | Ков Рамблерс (2)         |
| 31 травня 2015        |         |                          |
| Ков Вондерерз (4)     | 3 – 3   | Ейвондейл Юнайтед (3)    |
| Ідендеррі Таун (5)    | 0 – 3   | Деррі Сіті               |
| Кокгілл Селтік (3)    | 3 – 0   | Св Могтас АФК Дублін (3) |
| ЮКД (2)               | 1 – 3   | Шериф (4)                |
| Слайго Роверз         | 2 – 0   | Крамлін Юнайтед (3)      |

Перегравання
| Команда 1             | Рахунок                | Команда 2         |
| --------------------- | ---------------------- | ----------------- |
| 1 червня 2015         |                        |                   |
| Фінн Гарпс (2)        | 0 – 0 (овр) (3–4 пен.) | Лонгфорд Таун     |
| 3 червня 2015         |                        |                   |
| Ейвондейл Юнайтед (3) | 0 – 3                  | Ков Вондерерз (4) |

## 1/8 фіналу
| Команда 1          | Рахунок | Команда 2             |
| ------------------ | ------- | --------------------- |
| 21 серпня 2015     |         |                       |
| Толка Роверз (3)   | 0 – 4   | Кіллестер Юнайтед (3) |
| Голвей Юнайтед     | 1 – 4   | Дандолк               |
| Деррі Сіті         | 3 – 0   | Дрогеда Юнайтед       |
| Шериф (4)          | 2 – 2   | Атлон Таун (2)        |
| Богеміан           | 0 – 1   | Брей Вондерерз        |
| Корк Сіті          | 4 – 0   | Сент-Патрікс Атлетік  |
| 22 серпня 2015     |         |                       |
| Кокгілл Селтік (3) | 0 – 2   | Лонгфорд Таун         |
| Ков Вондерерз (4)  | 0 – 4   | Слайго Роверз         |

Перегравання
| Команда 1      | Рахунок        | Команда 2 |
| -------------- | -------------- | --------- |
| 24 серпня 2015 |                |           |
| Атлон Таун (2) | 0–0 (3–4 пен.) | Шериф (4) |

## Чвертьфінали
| Команда 1                      | Рахунок | Команда 2             |
| ------------------------------ | ------- | --------------------- |
| 11 вересня 2015                |         |                       |
| Дандолк                        | 4 – 0   | Слайго Роверз         |
| Брей Вондерерз                 | 2 – 0   | Кіллестер Юнайтед (3) |
| Деррі Сіті                     | 1 – 1   | Корк Сіті             |
| Лонгфорд Таун                  | 3 – 1   | Шериф (4)             |
| 14 вересня 2015 (перегравання) |         |                       |
| Корк Сіті                      | 3 – 0   | Деррі Сіті            |

## Півфінали
| Команда 1      | Рахунок | Команда 2     |
| -------------- | ------- | ------------- |
| 2 жовтня 2015  |         |               |
| Дандолк        | 2–0     | Лонгфорд Таун |
| 4 жовтня 2015  |         |               |
| Брей Вондерерз | 0–1     | Корк Сіті     |

## Фінал
| Команда 1        | Рахунок | Команда 2 |
| ---------------- | ------- | --------- |
| 8 листопада 2015 |         |           |
| Корк Сіті        | 0–1 дч  | Дандолк   |